# José Venceslao de Liechtenstein
José Venceslao de Liechtenstein (en alemán: Josef Wenzel Lorenz von Liechtenstein) (Praga, 9 de agosto de 1696 - Bohemia, 10 de febrero de 1772) fue tres veces príncipe de Liechtenstein. Hijo del Príncipe Felipe Erasmo de Liechtenstein y de su esposa, la Condesa Cristina Teresa de Löwenstein-Wertheim-Rochefort. Era sobrino del príncipe Antonio Florián.
José fue un exitoso general. En 1745 fue nombrado generalísimo en Italia y en 1753 comandante general en jefe en Hungría. Uno de los grandes éxitos de su carrera fue la reorganización de la artillería austriaca, reorganización financiada en parte de su propio bolsillo.
Desde 1735 a 1736 fue Enviado Imperial en Berlín y embajador en París entre 1738 y 1741. En 1760 escoltó a la futura esposa de José II a Viena.
José consiguió gobernar Liechtenstein tres veces, la primera por derecho propio entre 1712 y 1718. La segunda vez como heredero de su primo y cuñado José Juan Adán entre 1732 y 1745 y la tercera y última vez como representante de la Casa de Liechtenstein desde 1748 hasta 1772.

## Matrimonio y descendencia
José Venceslao se casó el 19 de abril de 1718 con su prima, la princesa Ana María de Liechtenstein (1699 - 1753), hija de Antonio Florián, siendo el segundo matrimonio para ella.
Tuvieron cinco hijos, todos los cuales murieron en la infancia temprana:
- Príncipe Felipe Antonio (1719).
- Príncipe Felipe Antonio (1720).
- Príncipe Felipe Ernesto (1722-1723).
- Princesa María Isabel (1724).
- Princesa María Alejandra (1727).

## Distinciones honoríficas
- Caballero de la Insigne Orden del Toisón de Oro (Rama Austríaca, 1739).
- Caballero Gran Cruz de la Real Orden de San Esteban de Hungría (Archiducado de Austria, 1764).

## Ancestros
| Predecesor: Juan Adán I José Juan Adán Juan Nepomuceno Carlos | Príncipe de Liechtenstein 1712-1718 1732-1745 1748-1772 | Sucesor: Antonio Florián Juan Nepomuceno Carlos Francisco José I |